# KHDRBS1
KHDRBS1（KH domain-containing, RNA-binding, signal transduction-associated protein 1）またはSam68（Src-associated substrate in mitosis of 68 kDa）は、ヒトではKHDRBS1遺伝子にコードされるタンパク質である。
このタンパク質は多くの機能を持っているようであり、選択的スプライシング、細胞周期の調節、RNAの3'末端の形成、腫瘍形成、HIVの遺伝子発現の調節など、多様な細胞過程に関与している可能性がある。

## 機能
Sam68は公式にはKHDRBS1と呼ばれる。Sam68はKHドメインを持つRNA結合タンパク質で、U(U/A)AAの定方向リピートを比較的高い親和性で認識する。Sam68は主に核に存在し、核内での主要な機能は、選択的スプライシングにおいて選択的エクソンに隣接するRNA配列を認識し、スプライシングを調節することである。

## 臨床的意義
Sam68は神経発生やアディポジェネシスなどの過程や、脊髄性筋萎縮症やがんなどの疾患過程に中心的な役割を果たしている多数の遺伝子に対し、選択的スプライシングによって調節を行う。

### 神経発生
選択的スプライシングを検出可能なマイクロアレイによって、正常な神経発生に関係するmRNAの選択的スプライシングにSam68が関与していることが示されている。また、Sam68はSF2/ASFの選択的スプライシングを調節することで、上皮間葉転換に関与していることが示されている。Sam68は中枢神経系において、神経活動依存的にニューレキシン1の選択的スプライシングを調節することが示されており、神経発達障害と関係していることが示唆されている。

### アディポジェネシス
Sam68はmTORキナーゼの選択的スプライシングに影響を与え、Sam68欠損マウスで観察される痩せ表現型に寄与している。

### 脊髄性筋萎縮症
Sam68は脊髄性筋萎縮症と関係するSMN2遺伝子のエクソン7のスキッピングを促進し、機能的でないSMN2タンパク質の産生をもたらす。

### がん
Sam68は多数のがん関連遺伝子の選択的スプライシングを調節する。
Sam68が選択的スプライシングに関与しているという直接的証拠は、CD44のエクソンv5の組み込みを促進することから得られた。エクソンv5の組み込みは、細胞遊走能と相関している。CD44は細胞表面タンパク質で、その発現は多数の腫瘍のタイプにおいて予後の予測に利用されている。前立腺がんでは、Sam68はスプライシング複合体タンパク質KHDRBS3（T-STAR）、メタドヘリン（MTDH）とも相互作用し、これらもCD44のスプライシングを変化させる。後に、Sam68のノックダウンによってLNCaP前立腺がん細胞の増殖が遅れることが示された。
さらに、Sam68はhnRNP A1とともにBcl-xの選択的5'スプライス部位の選択に影響を与え、生存促進経路とアポトーシス経路を調節する。
Sam68のRNA結合活性は翻訳後修飾によって調節されている。成長因子やSrcファミリーキナーゼなどの可溶性チロシンキナーゼからのシグナルを受けて選択的スプライシングなどの細胞内RNA過程を調節する作用を示すため、STAR（Signal Transduction Activator of RNA）タンパク質と呼ばれることも多い。例えば、CD44のSam68依存的なエクソンv5の選択的スプライシングはERKによるSam68のリン酸化によって調節され、Bcl-xの選択的スプライシングはp59-FYN依存的なリン酸化によって調節される。
また、Sam68は上皮成長因子受容体（EGFR）、肝細胞増殖因子（HGF）/Met受容体（c-Met）、レプチン、腫瘍壊死因子（TNF）受容体の下流因子である。これらの過程におけるSam68の役割は少しずつ明らかになりつつあるが、大部分は未解明である。Sam68は細胞質の細胞膜近傍に再局在することも示されており、そこでは特定のmRNAを輸送して翻訳を調節し、細胞遊走を調節する。
がんにおけるSam68の多様な役割についてはBielliらによる総説にまとめられている。

## 遺伝子ノックアウト研究
Sam68欠損マウスは、sam68遺伝子のKHドメインの機能的領域をコードするエクソン4–5を破壊することによって作製された。ヘテロ接合型マウスの交配による仔の遺伝子型は、E18.5の時点ではメンデル型の分離パターンを示す。目に見える奇形は存在しないにもかかわらず、 Sam68-/-マウスの多くは不明な原因によって出生時に死亡する。Sam68+/-マウスの表現型は正常であり、周産期を生存したSam68-/-マウスも変わらず老齢まで生存する。Sam68-/-マウスは同時に生まれたSam68+/+マウスよりも体重が軽く、若いSam68-/-マウスは肥満度が大きく低下していることがMRIによって確認されているが、両者の摂食行動は同程度である。さらに、Sam68-/-マウスは食餌誘発性肥満から保護される。Sam68欠損脂肪前駆細胞（3T3-L1細胞）ではアディポジェネシスが損なわれ、Sam68-/-マウスの白色脂肪組織の間質血管細胞群（SVF）中の成体幹細胞（ADSC）は45%減少していた。

### In vivoでの腫瘍形成
Sam68-/-マウスでは腫瘍形成はみられず、免疫疾患や他の主要な疾患もみられない。しかし、Sam68-/-マウスは雄性不妊とメスの低受胎のために繁殖が困難である。Sam68欠損マウスは協調運動障害がみられ、野生型と比較してより低速でより早く回転ドラムから脱落する。Sam68-/-マウスは加齢による骨粗鬆症から保護される。マウス乳癌ウイルス-ポリオーマミドルT抗原（MMTV-PyMT）による乳房腫瘍形成マウスモデルにおいては、Sam68の発現の低下によって腫瘍量が減少し転移が低下することが示されている。カプラン・マイヤー生存曲線からは、1つのsam68アレルの喪失（PyMT; Sam68+/-）が触知腫瘤の発生の有意な遅れや腫瘍の多発性（multiplicity）の有意な減少と関係していることが示されている。これらの発見は、Sam68がPyMT誘導性の乳房腫瘍形成に必要であることを示唆している。胸腺欠損マウスにおいて、PyMT形質転換乳房細胞でのSam68の発現のノックダウンは肺腫瘍の病巣数を減少させることから、Sam68が乳房腫瘍の転移にも必要であることが示唆されている。

## 関連文献
- “Role of Sam68 as an adaptor protein in signal transduction.”. Cell. Mol. Life Sci. 62 (1):  36–43. (2005). doi:10.1007/s00018-004-4309-3. PMID 15619005.
- “Multiple SH2-mediated interactions in v-src-transformed cells.”. Mol. Cell. Biol. 12 (3):  1366–74. (1992). doi:10.1128/mcb.12.3.1366. PMC 369570. PMID 1545818.
- “Identification of Src, Fyn, and Lyn SH3-binding proteins: implications for a function of SH3 domains.”. Mol. Cell. Biol. 14 (7):  4509–21. (1994). doi:10.1128/MCB.14.7.4509. PMC 358823. PMID 7516469.
- “Functional interaction between c-Src and its mitotic target, Sam 68.”. J. Biol. Chem. 270 (17):  10120–4. (1995). doi:10.1074/jbc.270.17.10120. PMID 7537265.
- “Association of p62, a multifunctional SH2- and SH3-domain-binding protein, with src family tyrosine kinases, Grb2, and phospholipase C gamma-1.”. Mol. Cell. Biol. 15 (1):  186–97. (1995). doi:10.1128/MCB.15.1.186. PMC 231932. PMID 7799925.
- “Signal transduction by CD28 costimulatory receptor on T cells. B7-1 and B7-2 regulation of tyrosine kinase adaptor molecules.”. J. Biol. Chem. 271 (3):  1591–8. (1996). doi:10.1074/jbc.271.3.1591. PMID 8576157.
- “p62, a phosphotyrosine-independent ligand of the SH2 domain of p56lck, belongs to a new class of ubiquitin-binding proteins.”. J. Biol. Chem. 271 (34):  20235–7. (1996). doi:10.1074/jbc.271.34.20235. PMID 8702753.
- “Sam68 from an immortalised B-cell line associates with a subset of SH3 domains.”. FEBS Lett. 389 (2):  141–4. (1996). doi:10.1016/0014-5793(96)00552-2. PMID 8766817.
- “Identification of Itk/Tsk Src homology 3 domain ligands.”. J. Biol. Chem. 271 (41):  25646–56. (1996). doi:10.1074/jbc.271.41.25646. PMID 8810341.
- “Regulatory intramolecular association in a tyrosine kinase of the Tec family.”. Nature 385 (6611):  93–7. (1997). doi:10.1038/385093a0. PMID 8985255.
- “The role of a lymphoid-restricted, Grb2-like SH3-SH2-SH3 protein in T cell receptor signaling.”. J. Biol. Chem. 272 (2):  894–902. (1997). doi:10.1074/jbc.272.2.894. PMID 8995379.
- “The Nck SH2/SH3 adaptor protein is present in the nucleus and associates with the nuclear protein SAM68.”. Oncogene 14 (2):  223–31. (1997). doi:10.1038/sj.onc.1200821. PMID 9010224.
- “A role for Sam68 in cell cycle progression antagonized by a spliced variant within the KH domain.”. J. Biol. Chem. 272 (6):  3129–32. (1997). doi:10.1074/jbc.272.6.3129. PMID 9013542.
- “Interaction between Sam68 and Src family tyrosine kinases, Fyn and Lck, in T cell receptor signaling.”. J. Biol. Chem. 272 (10):  6214–9. (1997). doi:10.1074/jbc.272.10.6214. PMID 9045636.
- “The SH3 domain of Bruton's tyrosine kinase interacts with Vav, Sam68 and EWS.”. Scand. J. Immunol. 45 (6):  587–95. (1997). doi:10.1046/j.1365-3083.1997.d01-447.x. PMID 9201297.
- “Phosphorylation of the Src substrate Sam68 by Cdc2 during mitosis.”. Oncogene 15 (11):  1247–53. (1997). doi:10.1038/sj.onc.1201289. PMID 9315091.
- “Self-association of the single-KH-domain family members Sam68, GRP33, GLD-1, and Qk1: role of the KH domain.”. Mol. Cell. Biol. 17 (10):  5707–18. (1997). doi:10.1128/MCB.17.10.5707. PMC 232419. PMID 9315629.
- “Induced direct binding of the adapter protein Nck to the GTPase-activating protein-associated protein p62 by epidermal growth factor.”. Oncogene 15 (15):  1823–32. (1997). doi:10.1038/sj.onc.1201351. PMID 9362449.
- “Guanosine triphosphatase-activating protein-associated protein, but not src-associated protein p68 in mitosis, is a part of insulin signaling complexes.”. Endocrinology 139 (5):  2392–8. (1998). doi:10.1210/en.139.5.2392. PMID 9564850.